# 익스플로러 계획

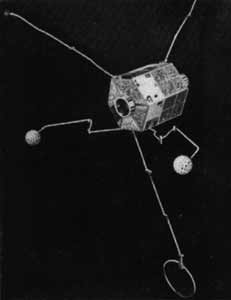

익스플로러 계획(Explorers Program)은 물리학, 지구물리학, 천체물리학 등의 우주 탐구를 위한 비행 기회를 제공하는 미국의 우주 계획이다.
1958-1975년 사이에 미국이 발사한 55개의 과학위성으로 많은 업적을 남겼다. 우선 지구궤도 주위의 온도를 측정하고, 유성(流星)을 관측했다. 또 우주선을 측정하고, 밴 앨런대의 가장 안쪽에 대전입자로 이루어져 있는 두 개의 지역을 발견하기도 했다. 이 밖에도 은하전파원의 측정과 우주공간에서 저주파실험 등을 하고 우리은하의 안쪽과 바깥쪽에 있는 엑스선방출원을 탐색하기도 했다.

## 같이 보기
- 코스믹 비전
- 코스믹 비전